# Ellingen (ród)
Von Ellingen – ród staromarchijski, posiadał dobra w ziemi chojeńskiej w XV-XVI w. (m.in. Białęgi 1441, Grzymiradz 1451-1454, Krzymów XVI w., Stołeczna 1440, Goszków 1503).